# Dautphetal
Dautphetal es un municipio situado en el distrito de Marburg-Biedenkopf, en el estado federado de Hesse (Alemania). Su población estimada a finales de 2016 era de 11 549 habitantes.
Se encuentra ubicado en al oeste del estado, muy cerca de la orilla del río Lahn, un afluente del Rin.